# Platyzosteria grandis
Platyzosteria grandis är en kackerlacksart som först beskrevs av Henri Saussure 1873.  Platyzosteria grandis ingår i släktet Platyzosteria och familjen storkackerlackor. Inga underarter finns listade i Catalogue of Life.